# 馬克西姆·科瓦爾
馬克西姆·科瓦爾（烏克蘭語：Максим Анатолійович Коваль，1992年12月9日—）是烏克蘭的一名足球運動員，在場上司職門將。他現在被外借至沙特聯球隊艾法特。他也代表烏克蘭國家足球隊參賽。

## 外部連結
- Profile at FFU Official Site （页面存档备份，存于） (Ukr)
- Profile at Transfermarkt.de site （页面存档备份，存于）